# Mariah Carey Live at the Pearl
Live at the Pearl, também conhecida como Mariah Carey: Live in Las Vegas foi uma a primeira experiência de Mariah Carey em uma residência de quatro noites atro noites no teatro Pearl no Palms Casino Resort em Las Vegas.  

## Produção
No início de Julho de 2009 surgiram rumores de que Mariah iria realizar uma mini-residência de concertos no Palms Casino Resort em Las Vegas.
Mariah anunciou no fim de Julho em seu site oficial que iria realizar quatro concertos  (11,12 de Setembro e 9,10 de Outubro de 2009) no Palms Casino Resort no teatro Pearl com capacidade para 2.500 pessoas.
Para os shows de setembro, Carey apresentou seu single de estréia, Obsessed e  I Want to Know What Love Is que estariam presentes em seu novo álbum, Memoirs of an Imperfect Angel. Mariah posteriormente também lançou as canções "Angels Cry" e "Up Out My Face". Mariah e seu amigo e backing vocal, Trey Lorenz cantaram a música de  " Rock with You " do Michael Jackson como uma homenagem a ele. 
Durante os shows de outubro, Mariah mudou sua set list. As cinco primeiras músicas permaneceram inalteradas e acrescentou uma versão a capella de  "The Impossible", mais uma canção de seu álbum atual, Memoirs of an Imperfect Angel. O restante das músicas permaneceram iguais, com exceção de "H.A.T.E.U., que foi cantada após "Up Out My Face". 
Na segunda noite dos shows de outubro, Mariah fez mais duas mudanças no set list. Dessa vez, ela trocou " Fly Like a Bird " por "I Want to Know What Love Is e  cantou um trecho a capella de "It's A Wrap", depois de " Touch My Body ". Também na segunda noite (10 de outubro de 2009) Mariah trouxe dois fãs ao palco, realizando para o primeiro pedido de casamento gay em um show, causando atenção  mundial ao acontecimento.  

## Set list
1. " Butterfly Overture / Daydream Interlude " (introdução)
2. " Shake It Off "
3. " Touch My Body"
4. " Fly Like a Bird "
5. " Make It Happen " (interpretado por dançarinos de fundo)
6. " Angels Cry "
7. " Always Be My Baby "
8. " It's Like That " (com elementos de "Hollis Crew" e " Sucker MC's " da Run-DMC )
9. "Subtle Invitation"
10. " Rock With You " (interpretado por Trey Lorenz, seguido de apresentações da banda)
11. " Honey "
12. " Heartbreaker " (com elementos de "Desert Storm Remix")
13. " Close My Eyes "
14. " My All "
15. " Obsessed "
16. " Up Out My Face "
17. " I Want to Know What Love Is"
18. " We Belong Together "
19. " Hero "
20. "Hero Reprise(Outro)

Notas:
- "Hero" não foi apresentado na noite de abertura.
- Um trecho de "The Impossible" foi realizado na terceira e quarta noite.
- "I Want to Know What Love Is " foi substituída por " H.A.T.E.U. " na terceira e quarta noite.
- Um trecho de "It's a Wrap" foi apresentado na quarta noite.
- "Fly Like a Bird" foi substituídA por "I Want to Know What Love Is" na quarta noite.

## Transmissões e gravações

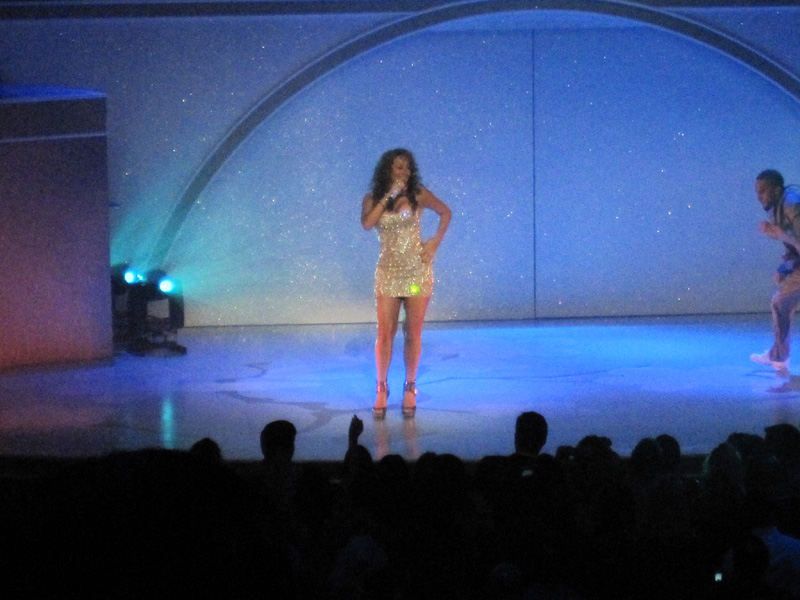
Mariah se apresentando durante o Live no teatro Pearl em 2009

Os concertos de 11 e 12 de setembro foram filmados e posteriormente transmitidos em todo o mundo em mais de 200 países e em 235 dispositivos.  Uma reportagem dizia: "Mariah Carey, uma das artistas de gravação e performance com mais vendas do nosso tempo, fará história, sábado, 10 de outubro, quando sua performance Mariah Carey Live In Las Vegas se tornar[a o primeiro show a ser transmitido simultaneamente em dispositivos móveis (telefones com acesso à Internet) e outros dispositivos digitais em todo o mundo ". A versão digital incluiu 10 músicas do show e dura aproximadamente 45 minutos e custava US $ 9,99. 
Steve Bartels, Presidente da The Island Def Jam Music Group, comentou sobre o evento: "Os fãs de todo o mundo agora podem compartilhar a empolgação de um show ao vivo, onde, quando, e em qualquer dispositivo digital que escolherem". Para uso promocional, clipes de um minuto de "Obsessed" e "I Want To Know What Love Is" foram gravados nos shows de setembro. Também foi criado um trailer para fins promocionais para seus fãs japoneses.  Dez das músicas do show foram lançadas em um álbum digital em 2015, disponível no iTunes, chamado At the Pearl Palms Concert Theatre. 

## Datas
| Encontro               | Local                 |
| ---------------------- | --------------------- |
| 11 de setembro de 2009 | Pearl Concert Theatre |
| 12 de setembro de 2009 | Pearl Concert Theatre |
| 9 de outubro de 2009   | Pearl Concert Theatre |
| 10 de outubro de 2009  | Pearl Concert Theatre |